# 国鉄オヌ33形客車
オヌ33形は、かつて日本国有鉄道（国鉄）に在籍した事業用客車（暖房車）である。

## 概要
本形式は、1936年（昭和11年）から製造されたオヌ6880形と1948年（昭和23年）に製造されたオヌ6950形を、1949年（昭和24年）7月の暖房車の鋼製客車の番号体系への組込みに際して統合し、改番したことにより誕生した形式である。
オヌ6880形は、スヌ6850形（後のスヌ31形）の後継形式として製造されたもので、車体組み立てに溶接を多用し、同形式に比べて3t程度軽量化された。これにより、重量ランクが「ス」級から「オ」級に下がっているが、暖房車としての能力は同等である。外観上も大きな差異はないが、屋根の曲率が変わり、やや平たい印象となった。本形式は、戦前には2両（オヌ6880, オヌ6881）が製造されたのみであったが、太平洋戦争後に生じた輸送力の逼迫に伴い、1947年（昭和22年）11月から翌年3月にかけて10両（オヌ6882 - オヌ6891）が小改良のうえ追造された。製造所は、戦前製の2両が日本車輌製造、戦後製の10両が立山重工業である。
オヌ6950形は、東海道本線の電化区間延伸に伴い、オヌ6880形の水と石炭の搭載量を増加してロングランに対応した形式で、1948年12月に2両（オヌ6950, オヌ6951）が立山重工業で製造された。オヌ6880形についても、1949年7月から10月にかけて水と石炭の積載量をオヌ6950形並みに増加する改造を大宮工機部、長野工機部、浜松工機部で実施した。これにより、直後に行われた改番では、両形式は統合されオヌ33形となった。
車体は全鋼製で、全長7,700mmの車体の前後に長さ1,450mmのデッキを有し、前位に水タンク、後位に炭庫を装備しており、側面からみると凸字型である。中央部の車体内には蒸気発生用のボイラーを装備している。両側の妻面には片開き扉が車体に向かって右側に設けられており、水槽と炭庫は向かって左側にオフセットして設置されている。側面の窓配置は1D3D1である。屋根上にはガーランド型通風器が1個と煙突が設置されており、屋根の一部はボイラー整備のため、取り外すことができる。全長は11,500mm、全高は4,000mmである。
台車は、オヌ6880形の戦前製の2両については当時の客車用標準2軸ボギー台車TR23であったが、戦後製の10両およびオヌ6950形については、同系ながら軸受をローラーベアリングとしたTR34に変更された。台車中心間距離は6,000mmである。
運転整備重量は34.3t、空車重量は26.5tである。ボイラーの能力は、常用圧力10kg/cm2、火床面積0.84m2、全伝熱面積28.6m2（煙管23.4m2、火室5.2m2）である。水槽容量は5.2立方メートル、石炭積載量は0.8tであったが、炭水増量改造後は水7m3、石炭2tとなった。

## 運用
本形式は、スヌ6850形とともに東海道本線用暖房車の主力として使用された。
太平洋戦争後は、本形式のうち1両（スヌ6881）が連合軍専用客車として接収され、3502の軍番号を付与されて使用された。接収は1946年（昭和21年）12月で、返還は1949年（昭和24年）6月であった。これらは、連合軍専用列車を駅に据え付ける際に空気を送ってトイレや洗面台を使用できるようにするため、空気圧縮機が設置された。これは、返還後も取り外されることはなかった。
前述のように1949年7月には、暖房車の改番が行われたが、オヌ6880形は番号順にオヌ33 1, 100, 3 - 12に、オヌ6950形はオヌ33 13, 14となった。連合軍専用客車に指定されていたオヌ6881は、100番台（オヌ33 100）に区分されたため、オヌ33 2は欠番となった。
その後、暖房用ボイラーを搭載した新EF58形やマヌ34形が増備されると、暖房用ボイラーを持たないEF53形電気機関車とともに高崎線（高崎機関区）などに散っていった。
老朽廃車は、1968年（昭和43年）10月から始まり、1972年（昭和47年）4月に長野機関区のオヌ33 100, 14が廃車となり、形式消滅した。他車の最終配置区は、長岡第二機関区、甲府機関区、高崎機関区、水戸機関区であった。